# Hartmut Wickert
Hartmut Wickert (* 24. Mai 1953 in Bad Wildungen) ist ein deutscher Theaterregisseur, Professor, sowie Direktor des Departement Darstellende Künste und Film an der Zürcher Hochschule der Künste.

## Leben
Hartmut Wickert hat Germanistik, Soziologie, Publizistik an der Ruhr-Universität in Bochum und an der Georg-August-Universität in Göttingen studiert. Nach dem Staatsexamen, das er mit einer Arbeit über Heiner Müller und Walter Benjamin beendete, hospitierte er bei Giorgio Strehler und dessen Inszenierung Der Gute Mensch von Sezuan am Hamburger Schauspielhaus. Wickert arbeitete als Regieassistent am Staatstheater Stuttgart bei Claus Peymann, Alfred Kirchner, Christof Nel und Valentin Jeker, am Schauspielhaus Bochum bei Adolf Dresen und am Schauspielhaus Frankfurt am Main bei Johannes Schaaf und Götz Loepelmann.

## Schaffen
Von 1982/83 war er Dramaturg und Regisseur bei den Ruhrfestspielen Recklinghausen und inszenierte in den Jahren 1982 und 1983 am Zimmertheater in Tübingen. Er übernahm die Leitung des Theaters und war von 1984 bis 1988 dort Intendant. In Tübingen begründete er mit dem Theater Lindenhof aus Melchingen das Tübinger Sommertheater mit die ganze Stadt bespielenden Aufführung „Hölderlin Tübingen Turm“ (1987). Danach arbeitete er als freier Regisseur am Theater Basel und wurde 1989 Oberspielleiter am Theater Konstanz. In Hannover war er von 1993 bis 2000 leitender Regisseur am niedersächsischen Staatsschauspiel, arbeitete 2000 – 2006 als freier Regisseur mit Inszenierungen am Thalia Theater Hamburg, Schauspiel Graz, Staatstheater Mainz, Staatstheater Karlsruhe, Dt. Nationaltheater Weimar, Theaterhaus Jena. Seit 2006 ist er Direktor Departement Darstellende Künste und Film, Zürcher Hochschule der Künste.

## Werke (Auswahl)
- Alfred Nordmann/Hartmut Wickert: The Impossible Representation of Wonder: Space Summons Memory. In: Theatre Research International, vol. 22, no. 1, 1997, pp. 38–48
- Alfred Nordmann/Hartmut Wickert: Shamanism Vilified and Redeemed: Sam Shepard's States of Shock. In: Contemporary Theatre Review, vol. 8:4, 1998, pp. 38–54
- Alfred Nordmann/Hartmut Wickert: Operation Epsilon oder Wie die Deutschen doch noch ihre Atombombe erfanden, documentary play/literary collage based on the Farm Hall transcripts, in repertory at Schauspiel Hannover, November 15th, 1995, through June 1996, Rowohlt Theaterverlag, 1995
- Macht der Zuschauer – Ohnmacht der Spieler, in: Dietrich zur Nedden (Hrsg.), Spiel ohne Ball. Materialien zu einer postheroischen Fußballtheorie für Kunstfreunde, Internationale Härte Verlag, 2001
- Michael Börgerding/Hartmut Wickert: Prolog und Zurüstung, Vortrag anläßlich der Inszenierung von Peter Handkes Zurüstungen für die Unsterblichkeit am Staatstheater Hannover. [Verlag nicht ermittelbar], 1997